# Wroewolfeite
La wroewolfeite è un minerale appartenente al gruppo della langite.